# تقویت‌کننده با بازخورد منفی

شکل ۱: تقویت‌کننده ایده‌آل با بازخورد منفی

تقویت‌کننده با بازخورد منفی (به انگلیسی: negative-feedback amplifier) (یا تقویت‌کننده با بازخورد (به انگلیسی: feedback amplifier)) یک تقویت‌کننده الکترونیکی است که کسری از خروجی خود را از ورودی کم می‌کند، به طوری که بازخورد منفی با سیگنال اصلی مخالف است. بازخورد منفی اعمال شده می‌تواند عملکرد آن را بهبود بخشد (به‌دست آوردن پایداری، خطسانی، پاسخ فرکانسی، پاسخ پله) و کاهش حساسیت به تغییرات پارامترهای ناشی از ساختوساز یا محیط. به دلیل این مزایا، بسیاری از تقویت‌کننده‌ها و سامانه‌های کنترل از بازخورد منفی استفاده می‌کنند.
یک تقویت‌کننده بازخورد منفی ایده‌آل، همان‌طور که در نمودار نشان داده شده است، سامانه‌ای از سه عنصر است (شکل ۱ را ببینید):
- یک تقویت‌کننده با بهره AOL ،
- یک شبکه بازخورد β، که سیگنال خروجی را حس می‌کند و احتمالاً آن را به‌نحوی تبدیل می‌کند (برای مثال با تضعیف یا فیلترکردن آن)،
- یک مدار جمع‌کننده (با ورودی‌های مثبت و منفی) که به عنوان یک تفریق‌کننده (دایره در شکل) عمل می‌کند، که ورودی و خروجی تبدیل‌شده را باهم ترکیب می‌کند.

## نمای‌کلی
اساساً، تمام افزاره‌های الکترونیکی که بهره توان ارائه می‌دهند (مثلاً لامپ‌های خلاء، ترانزیستورهای دوقطبی، ترانزیستورهای ماس) غیرخطی هستند. بازخورد منفی، خطسانی بالاتری (کاهش اعوجاج) را به‌جای بهره ارائه می‌دهد و می‌تواند مزایای دیگری نیز داشته باشد. اگر تقویت‌کننده‌های با بازخورد منفی به درستی طراحی نشوند، تحت برخی شرایط می‌توانند به دلیل مثبت شدن بازخورد، ناپایدار شوند و منجر به رفتارهای ناخواسته مانند نوسان شوند. معیار پایداری نایکوئیست که توسط هری نایکوئیست از آزمایشگاه‌های بل توسعه داده شده است، برای مطالعه پایداری تقویت‌کننده‌های با بازخورد استفاده می‌شود.
تقویت‌کننده‌های بازخورد این خواص را دارند:
مزایا:
- می‌تواند امپدانس ورودی را افزایش یا کاهش دهد (بسته به نوع بازخورد).
- می‌تواند امپدانس خروجی را افزایش یا کاهش دهد (بسته به نوع بازخورد).
- اگر به اندازه کافی اعمال شود، اعوجاج کل را کاهش می‌دهد (خطسانی را افزایش می‌دهد).
- پهنای‌باند را افزایش می‌دهد.
- حساسیت بهره را نسبت به تغییرات اجزا کاهش می‌دهد.
- می‌تواند پاسخ پله تقویت‌کننده را کنترل کند.

معایب:
- اگر با دقت طراحی نشود، ممکن است منجر به ناپایداری شود.
- بهره تقویت‌کننده کاهش می‌یابد.
- امپدانس‌های ورودی و خروجی یک تقویت‌کننده با بازخورد منفی (تقویت‌کننده حلقه بسته) به بهره یک تقویت‌کننده بدون بازخورد (تقویت‌کننده حلقه باز) حساس می‌شوند - که این امپدانس‌ها را در معرض تغییرات در بهره حلقه باز قرار می‌دهد، به عنوان مثال، به دلیل تغییرات پارامتر یا غیرخطی‌بودن بهره حلقه باز.
- اگر به اندازه کافی اعمال نشود، ترکیب اعوجاج را تغییر می‌دهد (افزایش شنیدپذیری (audibility)).

## تاریخچه
پاول ویگت در ژانویه ۱۹۲۴ یک تقویت‌کننده با بازخورد منفی را به ثبت رساند، هرچند نظریه او فاقد جزئیات بود. هارولد استفن بِلَک به‌طور مستقل تقویت‌کننده با بازخورد منفی را در حالی که مسافر کشتی لاکاوانا (از پایانه هوبوکن به منهتن) در مسیر رفتن به محل کارش در آزمایشگاه‌های بل (که در سال ۱۹۲۷ به جای نیوجرسی در منهتن واقع شده بود) در ۲ اوت ۱۹۲۷ اختراع کرد (ثبت اختراع ایالات متحده ۲٬۱۰۲٬۶۷۱، صادر شده در سال ۱۹۳۷). بِلَک روی کاهش اعوجاج در تقویت‌کننده‌های تکرارکننده مورد استفاده در انتقال تلفن کار می‌کرد. در یک فضای خالی در نسخه نیویورک تایمز خود، نمودار موجود در شکل ۱ و معادلات به‌دست‌آمده در زیر را ثبت کرد. در ۸ آگوست ۱۹۲۸، بِلَک اختراع خود را به اداره ثبت اختراعات ایالات متحده ارائه داد که صدور گواهی ثبت اختراع بیش از ۹ سال طول کشید. بِلَک بعداً نوشت: «یکی از دلایل تأخیر این بود که این مفهوم چنان با باورهای رایج مغایرت داشت که اداره ثبت اختراعات در ابتدا باور نداشت که عملی باشد.»

## بازخورد کلاسیک
با استفاده از مدل دو بلوک یک‌طرفه، چندین پیامد بازخورد به سادگی استخراج می‌شوند.

### کاهش بهره
در زیر، بهره ولتاژ تقویت‌کننده با بازخورد، یعنی بهره حلقه‌بسته AFB، برحسب بهره تقویت‌کننده بدون بازخورد، بهره حلقه‌باز AOL و ضریب بازخورد β، که میزان سیگنال خروجی اعمال شده به ورودی را تعیین می‌کند، بدست آمده است (شکل ۱ را ببینید). بهره حلقه باز AOL به‌طور کلی می‌تواند تابعی از فرکانس و ولتاژ باشد؛ پارامتر بازخورد β توسط شبکه بازخوردی که به اطراف تقویت‌کننده متصل است ، تعیین می‌شود. برای یک تقویت‌کننده عملیاتی، دو مقاومت که یک مقسم ولتاژ تشکیل می‌دهند، می‌توانند برای شبکه بازخورد استفاده شوند تا β بین ۰ و ۱ تنظیم شود. این شبکه را می‌توان با استفاده از عناصر راکتیو مانند خازن‌ها یا سلف‌ها اصلاح کرد تا (الف) بهره حلقه بسته وابسته به فرکانس مانند مدارهای متعادل‌سازی/کنترل-تُن ایجاد شود یا (ب) نوسان‌ساز ساخته شود. بهره تقویت‌کننده با بازخورد در مورد یک تقویت‌کننده ولتاژ با بازخورد ولتاژ، در زیر استخراج شده است.
بدون بازخورد، ولتاژ ورودی {\displaystyle V'_{\text{in}}} مستقیماً به ورودی تقویت‌کننده اعمال می‌شود. ولتاژ خروجی مطابق است با:
{\displaystyle V_{\text{out}}=A_{\text{OL}}\cdot V'_{\text{in}}.}
حال فرض کنید که یک حلقه بازخورد تضعیف‌کننده، کسری را اعمال می‌کند {\displaystyle \beta \cdot V_{\text{out}}} خروجی را به یکی از ورودی‌های تفریق‌گر اعمال کنید تا از ولتاژ ورودی مدار {\displaystyle V_{\text{in}}} که به ورودی تفریق‌گر دیگر اعمال می‌شود، کم شود. نتیجه تفریق اعمال شده به ورودی تقویت‌کننده برابر است با:
{\displaystyle V'_{\text{in}}=V_{\text{in}}-\beta \cdot V_{\text{out}}.}
با جایگزینی {\displaystyle V'_{\text{in}}} در عبارت اول، داریم:
{\displaystyle V_{\text{out}}=A_{\text{OL}}(V_{\text{in}}-\beta \cdot V_{\text{out}}).}
با بازچینش:
{\displaystyle V_{\text{out}}(1+\beta \cdot A_{\text{OL}})=V_{\text{in}}\cdot A_{\text{OL}}.}
سپس بهره تقویت‌کننده با بازخورد، که بهره حلقه بسته، AFB نامیده می‌شود ، به صورت زیر داده می‌شود:
{\displaystyle A_{\text{FB}}={\frac {V_{\text{out}}}{V_{\text{in}}}}={\frac {A_{\text{OL}}}{1+\beta \cdot A_{\text{OL}}}}.}
اگر AOL ≫ ۱ باشد، آنگاه AFB ≈ ۱/β است و تقویت مؤثر (یا بهره حلقه بسته) AFB توسط ثابت بازخورد β تنظیم می‌شود و از این رو توسط شبکه بازخورد، معمولاً یک شبکه ساده و تکرارپذیر، تنظیم می‌شود، بنابراین خطی‌سازی و پایدارسازی مشخصه‌های تقویت را ساده می‌کند. اگر شرایطی وجود داشته باشد که در آن {\displaystyle \beta \times A_{OL}=-1} باشد، تقویت‌کننده دارای تقویت بی‌نهایت است - به یک نوسان‌ساز تبدیل شده است و سیستم ناپایدار است. ویژگی‌های پایداری حاصلضرب بازخورد بهره {\displaystyle \beta \times A_{OL}} اغلب روی نمودار نایکوئیست (نمودار قطبی جابجایی بهره/فاز به عنوان تابعی پارامتری از فرکانس) نمایش داده شده و بررسی می‌شوند. یک فنّ ساده‌تر، اما کمتر عمومی، از نمودارهای بود استفاده می‌کند.
ترکیب {\displaystyle -\beta \times A_{OL}=L} معمولاً در تحلیل بازخورد ظاهر می‌شود و بهره حلقه نامیده می‌شود. ترکیب {\displaystyle (\beta .A_{OL}+1)} نیز معمولاً ظاهر می‌شود و به صورت‌های مختلف به عنوان ضریب عدم حساسیت، اختلاف بازگشت یا ضریب بهبود نامگذاری می‌شود.

### خلاصه اصطلاحات
- بهره حلقه باز = {\displaystyle A_{\text{OL}}}[۱۱][۱۲][۱۳][۱۴]
- بهره حلقه بسته = {\displaystyle {\frac {A_{\text{OL}}}{1+\beta \cdot A_{\text{OL}}}}}
- ضریب بازخورد = {\displaystyle \beta }
- بهره نویز = {\displaystyle 1/\beta }[مشکوک  – بحث]
- بهره حلقه = {\displaystyle -\beta \cdot A_{\text{OL}}}
- ضریب عدم حساسیت = {\displaystyle 1+\beta \cdot A_{\text{OL}}}

### گسترش پهنای‌باند

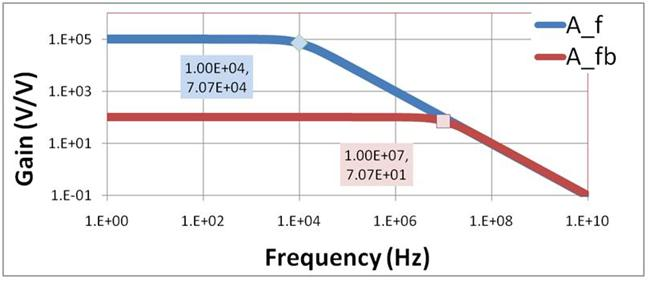
شکل ۲: بهره برحسب فرکانس برای یک تقویت‌کننده تک قطب با و بدون بازخورد؛ فرکانس‌های گوشه برچسب‌گذاری شده‌اند

بازخورد می‌تواند برای گسترش پهنای‌باند یک تقویت‌کننده با هزینه کاهش بهره تقویت‌کننده استفاده شود. شکل ۲ چنین مقایسه‌ای را نشان می‌دهد. شکل به صورت زیر قابل درک است. بدون بازخورد، بهره حلقه باز در این مثال دارای پاسخ فرکانسی تک ثابت زمانی است که به صورت زیر داده می‌شود:
{\displaystyle A_{\text{OL}}(f)={\frac {A_{0}}{1+jf/f_{\text{C}}}},}
که در آن fC فرکانس قطع یا گوشه تقویت‌کننده است: در این مثال fC برابر ۱۰۴هرتز، و بهره در فرکانس صفر A0 برابر ۱۰۵ (ولت/ولت) است. شکل نشان می‌دهد که بهره تا فرکانس گوشه ثابت است و سپس کاهش می‌یابد. وقتی بازخورد وجود داشته باشد، بهره حلقه بسته، همان‌طور که در فرمول بخش قبل نشان داده شده است، به صورت زیر می‌شود:
{\displaystyle {\begin{aligned}A_{\text{FB}}(f)&={\frac {A_{\text{OL}}}{1+\beta A_{\text{OL}}}}\\&={\frac {A_{0}/(1+jf/f_{\text{C}})}{1+\beta A_{0}/(1+jf/f_{\text{C}})}}\\&={\frac {A_{0}}{1+jf/f_{\text{C}}+\beta A_{0}}}\\&={\frac {A_{0}}{(1+\beta A_{0})\left(1+j{\frac {f}{(1+\beta A_{0})f_{\text{C}}}}\right)}}.\end{aligned}}}
آخرین عبارت نشان می‌دهد که تقویت‌کننده بازخورد هنوز رفتار تک ثابت زمانی دارد، اما فرکانس گوشه اکنون با ضریب بهبود (۱ + β A0) افزایش یافته است و بهره در فرکانس صفر دقیقاً با همان ضریب کاهش یافته است. این رفتار ، بده‌بستان بهره-پهنای‌باند نامیده می‌شود. در شکل ۲، (۱ + β A0) برابر ۱۰۳، بنابراین AFB(0) برابر ۱۰۵/۱۰۳ که برابر ۱۰۰ (V/V)، و fC به ۱۰۴ × ۱۰۳ که برابر ۱۰۷ هرتز است، افزایش می‌یابد.

### قطب‌های چندگانه
وقتی بهره حلقه بسته به جای یک قطب در مثال بالا، چندین قطب داشته باشد، بازخورد می‌تواند منجر به قطب‌های مختلط (بخش‌های حقیقی و موهومی) شود. در حالت دو قطبی، نتیجه، اوج گرفتن پاسخ فرکانسی تقویت‌کننده بازخورد در نزدیکی فرکانس گوشه آن و حلقه‌زنی و فراجهش در پاسخ پله آن است. در حالتی که بیش از دو قطب وجود داشته باشد، تقویت‌کننده با بازخورد می‌تواند ناپایدار شده و نوسان کند. به بحث حاشیه بهره و حاشیه فاز مراجعه کنید. برای بحث کامل، به سانسن مراجعه کنید.

## تحلیل گُذرِسیگنال

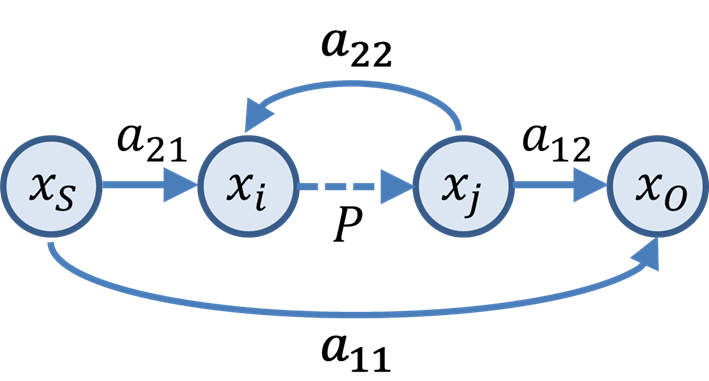
یک نمودار گذرسیگنال ممکن برای تقویت‌کننده با بازخورد منفی براَساس متغیر کنترل P _{که} دو متغیر داخلی x_{j} = Px_{i} را به هم مرتبط می‌کند _{.} الگوبرداری شده از دامیکو و همکاران

یک ایده‌آل‌سازی اصلی در پشت فرمول‌بندی مقدمه، تقسیم شبکه به دو بلوک مستقل (یعنی با توابع انتقال جداگانه تعیین‌شده خودشان) است، مثال ساده‌ای از آنچه اغلب «پارتیشن‌بندی مدار» نامیده می‌شود، که در این مورد به تقسیم به یک بلوک تقویت پیش‌سو و یک بلوک بازخورد اشاره دارد. در تقویت‌کننده‌های عملی، گذر اطلاعات همان‌طور که در اینجا نشان داده شده است، یک‌طرفه نیست. اغلب این بلوک‌ها به عنوان شبکه‌های دوقطبی در نظر گرفته می‌شوند تا امکان انتقال اطلاعات دوطرفه را فراهم کنند. با این حال، تبدیل یک تقویت‌کننده به این شکل، کار ساده‌ای نیست، به خصوص وقتی که بازخورد مربوطه سراسری (یعنی مستقیماً از خروجی به ورودی) نباشد، بلکه محلی (یعنی بازخورد درون شبکه باشد که شامل گره‌هایی می‌شود که با پایانه‌های ورودی و/یا خروجی منطبق نیستند) باشد.
در این موارد کلی‌تر، تقویت‌کننده بدون تقسیم‌بندی به بلوک‌هایی مانند بلوک‌های موجود در نمودار، مستقیماً تحلیل می‌شود و در عوض از برخی تحلیل‌های مبتنی‌بر تحلیل گذرسیگنال، مانند روش نسبت بازگشت یا مدل بهره مجانبی، استفاده می‌شود. چوما در مورد رویکرد گذرسیگنال می‌گوید:
«برخلاف رویکردهای نمودار بلوکی و دوقطبی برای مسئله تحلیل شبکه با بازخورد، روش‌های گذرسیگنال هیچ فرض پیشینی در مورد خواص یک‌طرفه یا دوطرفه حلقه باز و زیرمدارهای بازخورد ندارند. علاوه بر این، آنها بر اساس توابع انتقال حلقه باز و زیرمدار بازخورد که از هم مستقل هستند، پیش‌بینی نمی‌شوند و نیازی ندارند که بازخورد فقط به‌صورت سراسری پیاده‌سازی شود. در واقع، فنون‌های گذرسیگنال حتی نیازی به شناسایی صریح حلقه باز و زیرمدارهای بازخورد ندارند؛ بنابراین، جریان سیگنال، معایب فراگیر تحلیل‌های شبکه بازخوردی مرسوم را از بین می‌برد، اما علاوه‌براین، از نظر محاسباتی نیز کارآمد است.»
در ادامهٔ این پیشنهاد، نمودار گذرسیگنال برای یک تقویت‌کننده با بازخورد منفی در شکل نشان داده شده است که از روی نموداری که توسط دامیکو و همکارانش طراحی شده، الگوبرداری شده است. با پیروی از این نویسندگان، نمادگذاری به شرح زیر است:

## تحلیل دوقطبی بازخوردی

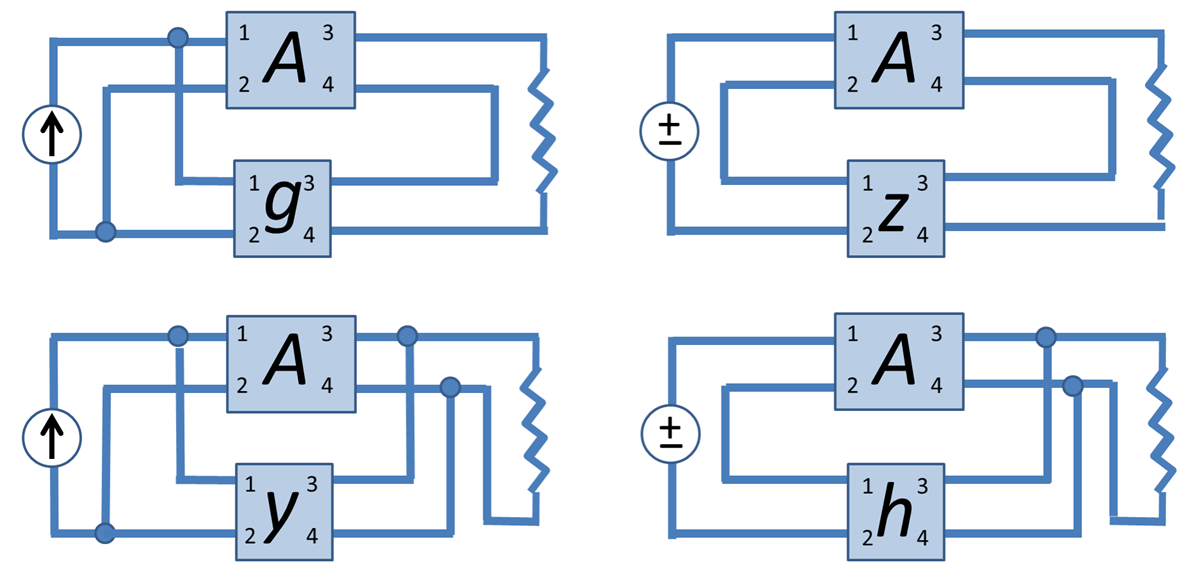
مداربندی‌های مختلف برای یک تقویت‌کننده با بازخورد منفی با استفاده از دوقطبی. بالا سمت چپ: مداربندی تقویت‌کننده جریان؛ بالا سمت راست: هدایت‌انتقالی؛ پایین سمت چپ: مقاومت‌اِنتقالی؛ پایین سمت راست: مداربندی تقویت‌کننده ولتاژ.

اگرچه، همان‌طور که در بخش تحلیل گذرسیگنال ذکر شد، نوعی از تحلیل گذرسیگنال عمومی‌ترین روش برای بررسی تقویت‌کننده بازخورد منفی است، نمایش به صورت دو دو-قطبی، رویکردی است که اغلب در کتاب‌های درسی ارائه می‌شود و در اینجا نیز ارائه شده است. این روش، تقسیم‌بندی مدار دوبلوکی تقویت‌کننده را حفظ می‌کند، اما اجازه می‌دهد بلوک‌ها دوطرفه باشند. برخی از معایب این روش در پایان شرح داده شده است.
تقویت‌کننده‌های الکترونیکی از جریان یا ولتاژ به عنوان ورودی و خروجی استفاده می‌کنند، بنابراین چهار نوع تقویت‌کننده امکان‌پذیر است (هر یک از دو ورودی ممکن با هر یک از دو خروجی ممکن). به طبقه‌بندی تقویت‌کننده‌ها مراجعه کنید. هدف تقویت‌کننده با بازخورد می‌تواند هر یک از چهار نوع تقویت‌کننده باشد و لزوماً همان نوع تقویت‌کننده حلقه باز نیست، که خود می‌تواند هر یک از این انواع باشد؛ بنابراین، برای مثال، می‌توان یک آپ‌اَمپ (تقویت‌کننده ولتاژ) را طوری تنظیم کرد که به جای آن، یک تقویت‌کننده جریان بسازد.
تقویت‌کننده‌های با بازخورد منفی از هر نوع را می‌توان با استفاده از ترکیبی از شبکه‌های دوقطبی پیاده‌سازی کرد. چهار نوع شبکه دوقطبی وجود دارد و نوع آن تقویت‌کننده مورد نظر، انتخاب دوقطبی و انتخاب یکی از چهار مداربندی اتصال مختلف نشان داده شده در نمودار را تعیین می‌کند. این اتصالات معمولاً به عنوان اتصالات سری یا شنت (موازی) شناخته می‌شوند. در نمودار، ستون سمت چپ ورودی‌های موازی و ستون سمت راست ورودی‌های سری را نشان می‌دهد. ردیف بالا خروجی‌های سری و ردیف پایین خروجی‌های شنت را نشان می‌دهد. ترکیب‌های مختلف اتصالات و دوقطبی در جدول زیر فهرست شده‌اند.
| نوع تقویت‌کننده با بازخورد | اتصال ورودی | اتصال خروجی | بازخورد ایده‌آل | بازخورد دوقطبی |
| ------------------------- | ----------- | ----------- | -------------- | -------------- |
| جریان                     | شنت         | سری         | سی‌سی‌سی‌اس       | پارامتر g      |
| مقاومت‌اِنتقالی             | شنت         | شنت         | سی‌سی‌وی‌اس       | پارامتر y      |
| هدایت‌اِنتقالی              | سری         | سری         | وی‌سی‌سی‌اس       | پارامتر z      |
| ولتاژ                     | سری         | شنت         | وی‌سی‌وی‌اس       | پارامتر h      |

برای مثال، برای یک تقویت‌کننده با بازخورد جریان، جریان خروجی برای بازخورد نمونه‌برداری شده و با جریان ورودی ترکیب می‌شود؛ بنابراین، بازخورد در حالت ایده‌آل با استفاده از یک منبع جریان (خروجی) کنترل‌شده با جریان (سی‌سی‌سی‌اس) انجام می‌شود، و تحقق ناقص آن با استفاده از یک شبکه دوقطبی نیز باید شامل یک سی‌سی‌سی‌اس باشد، یعنی انتخاب مناسب برای شبکه بازخورد، یک دوقطبی با پارامتر g است. در اینجا روش دوقطبی که در اکثر کتاب‌های درسی استفاده می‌شود، ارائه شده است با استفاده از مداری که در مقاله مربوط به مدل بهره مجانبی بررسی شده است.

شکل ۳: یک تقویت‌کننده با بازخورد سری-شنت

شکل ۳ یک تقویت‌کننده دو ترانزیستوری با مقاومت بازخورد Rf را نشان می‌دهد. هدف، تحلیل این مدار برای یافتن سه مورد است: بهره، امپدانس خروجی از سمت بار به سمت تقویت‌کننده، و امپدانس ورودی از سمت منبع به سمت تقویت‌کننده.

### جایگزینی شبکه بازخورد با یک شبکه دوقطبی
اولین قدم، جایگزینی شبکه بازخورد با یک شبکه دوقطبی است. دقیقاً چه اجزایی به دوقطبی وصل می‌شوند؟
در سمت ورودی دوقطبی، Rf را داریم. اگر ولتاژ در سمت راست Rf تغییر کند، جریان Rf را که از جریان ورودی به بیس ترانزیستور ورودی کم می‌شود، تغییر می‌دهد؛ یعنی، سمت ورودی دوقطبی، یک منبع جریان وابسته است که توسط ولتاژ در بالای مقاومت R2 کنترل می‌شود.

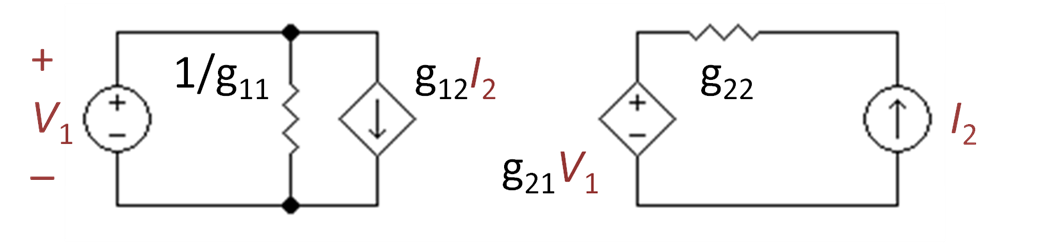
شکل ۴: شبکه بازخورد با پارامتر g

می‌توان گفت که طبقه دوم تقویت‌کننده فقط یک ولتاژ پیرو است که ولتاژ کلکتور ترانزیستور ورودی را به بالای R2 منتقل می‌کند؛ یعنی، سیگنال خروجی تحت نظارت در واقع ولتاژ کلکتور ترانزیستور ورودی است. این دیدگاه درست است، اما در این صورت طبقهٔ ولتاژ پیرو بخشی از شبکهٔ بازخورد می‌شود. این امر تحلیل بازخورد را پیچیده‌تر می‌کند.
یک دیدگاه جایگزین این است که ولتاژ در بالای R2 توسط جریان امیتر ترانزیستور خروجی تنظیم می‌شود. این دیدگاه منجر به یک شبکه بازخورد کاملاً غیرفعال متشکل از R2 و Rf می‌شود. متغیر کنترل‌کننده بازخورد، جریان امیتر است، بنابراین بازخورد یک منبع جریان کنترل‌شده با جریان (CCCS) است. ما چهار شبکه دوقطبی موجود را جستجو می‌کنیم و تنها شبکه‌ای که دارای CCCS است را پیدا می‌کنیم، شبکه دوقطبی با پارامتر g که در شکل ۴ نشان داده شده است. وظیفه بعدی انتخاب پارامترهای g به گونه‌ای است که دوقطبی شکل ۴ از نظر الکتریکی معادل بخش L متشکل از R2 و Rf باشد. این انتخاب یک رویه جبری است که به سادگی با بررسی دو حالت جداگانه انجام می‌شود: حالتی که V1 = ۰ است، که باعث می‌شود VCVS در سمت راست دوقطبی اتصال کوتاه شود؛ و حالتی که I2 = ۰ است. که باعث می‌شود CCCS در سمت چپ به یک مدار باز تبدیل شود. جبر در این دو مورد ساده است، بسیار آسان‌تر از حل‌کردن همه متغیرها به‌طور همزمان. انتخاب پارامترهای g که باعث می‌شوند دوقطبی و بخش L رفتار یکسانی داشته باشند، در جدول زیر نشان داده شده است.

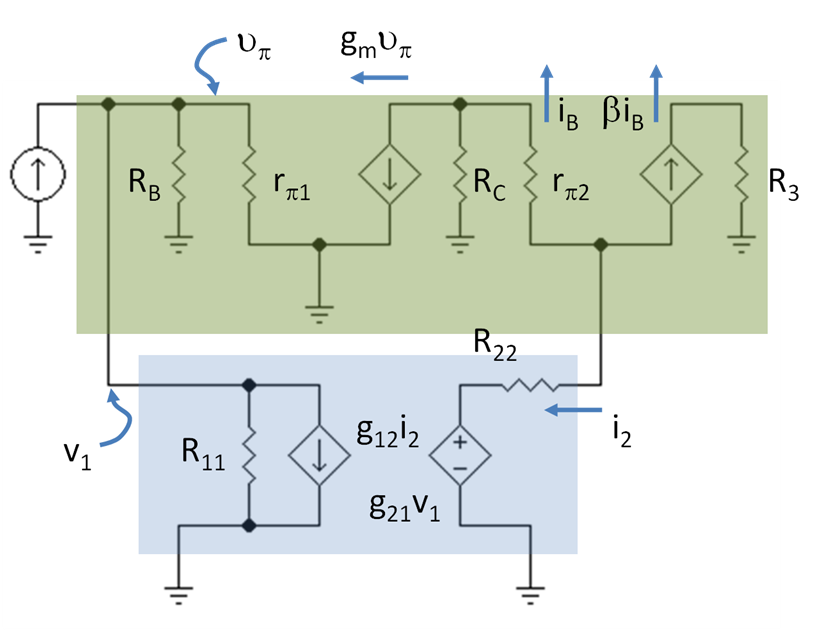
شکل ۵: مدار سیگنال کوچک با دوقطبی برای شبکه بازخورد؛ جعبه سایه‌دار بالایی: تقویت‌کننده اصلی؛ جعبه سایه‌دار پایینی: بازخورد دوقطبی که جایگزین بخش L متشکل از R_{f} و R_{2} می‌شود.

| g11                                                 | g12                                                      | g21                                                     | g22                                         |
| --------------------------------------------------- | -------------------------------------------------------- | ------------------------------------------------------- | ------------------------------------------- |
| {\displaystyle {\frac {1}{R_{\mathrm {f} }+R_{2}}}} | {\displaystyle -{\frac {R_{2}}{R_{2}+R_{\mathrm {f} }}}} | {\displaystyle {\frac {R_{2}}{R_{2}+R_{\mathrm {f} }}}} | {\displaystyle R_{2}\|\|R_{\mathrm {f} }\ } |

#### مدار سیگنال کوچک
مرحله بعدی رسم شماتیک سیگنال کوچک برای تقویت‌کننده با دوقطبی و با استفاده از مدل هایبرید-پای برای ترانزیستورها است. شکل ۵ طرح کلی را با نمادگذاری R3 = RC2 || RL و R11 = 1/g11 و R22 = g 22 نشان می‌دهد.

### بهرهٔ حلقه-باز بارگذاری‌شده
شکل ۳ گره خروجی را نشان می‌دهد، اما انتخاب متغیر خروجی را نشان نمی‌دهد. یک انتخاب مفید، خروجی جریان اتصال کوتاه تقویت‌کننده است (که منجر به بهره جریان اتصال کوتاه می‌شود). از آنجا که این متغیر به سادگی به هر یک از انتخاب‌های دیگر (مثلاً ولتاژ بار یا جریان بار) منجر می‌شود، بهره جریان اتصال کوتاه در زیر آمده است.
ابتدا بهره حلقه-باز بارگذاری‌شده محاسبه می‌شود. با تنظیم g12 = g21 = ۰، بازخورد خاموش می‌شود. ایده این است که بفهمیم بهره تقویت‌کننده به دلیل وجود مقاومت‌های موجود در شبکه بازخورد به تنهایی، با خاموش بودن بازخورد، چقدر تغییر می‌کند. این محاسبه بسیار آسان است زیرا R11 ، RB و rπ1 همگی موازی هستند و v1 = vπ. فرض کنید R1 = R11 || RB || rπ1 باشد. علاوه بر این، i2 = −(β+1) iB است. نتیجه برای بهره جریان حلقه باز AOL به صورت زیر است:
{\displaystyle A_{\mathrm {OL} }={\frac {\beta i_{\mathrm {B} }}{i_{\mathrm {S} }}}=g_{m}R_{\mathrm {C} }\left({\frac {\beta }{\beta +1}}\right)\left({\frac {R_{1}}{R_{22}+{\frac {r_{\pi 2}+R_{\mathrm {C} }}{\beta +1}}}}\right)\ .}

### بهره با بازخورد
در رویکرد کلاسیک به بازخورد، از پیش‌خورد نمایش داده شده توسط VCVS (یعنی g21 v1 ) صرف نظر می‌شود. این باعث می‌شود مدار شکل ۵ شبیه نمودار بلوکی شکل ۱ باشد، و بهره با بازخورد برابر است با:
{\displaystyle A_{\mathrm {FB} }={\frac {A_{\mathrm {OL} }}{1+{\beta }_{\mathrm {FB} }A_{\mathrm {OL} }}}}
{\displaystyle A_{\mathrm {FB} }={\frac {A_{\mathrm {OL} }}{1+{\frac {R_{2}}{R_{2}+R_{\mathrm {f} }}}A_{\mathrm {OL} }}}\ ,}
که در آن، ضریب بازخورد βFB = −g12 است. نماد βFB برای ضریب بازخورد معرفی شده است تا آن را از β ترانزیستور متمایز کند.

### مقاومت‌های ورودی و خروجی

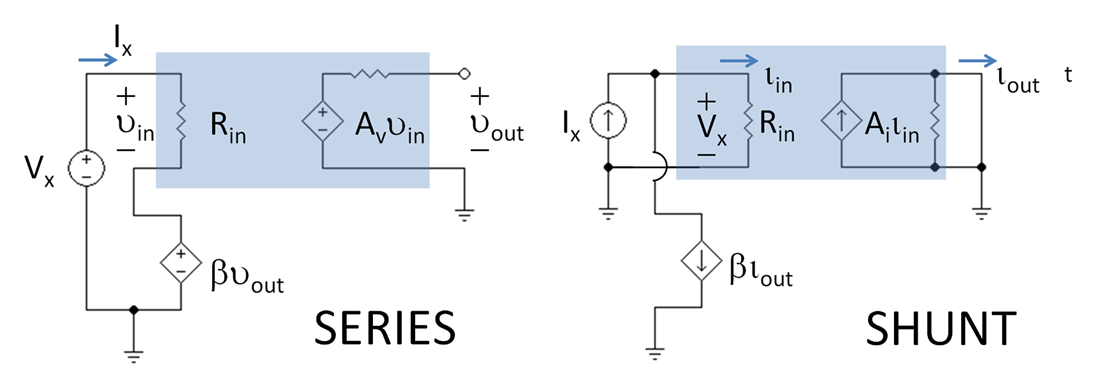
شکل ۶: چیدمان مدار برای یافتن مقاومت ورودی تقویت‌کننده با بازخورد

از بازخورد برای تطبیق بهتر منابع سیگنال با بارهایشان استفاده می‌شود. برای مثال، اتصال مستقیم یک منبع ولتاژ به یک بار مقاومتی ممکن است منجر به افت سیگنال به دلیل تقسیم ولتاژ شود، اما قرار دادن یک تقویت‌کننده با بازخورد منفی می‌تواند بار ظاهری دیده شده توسط منبع را افزایش داده و امپدانس ظاهری راه‌انداز دیده شده توسط بار را کاهش دهد و از تضعیف سیگنال توسط تقسیم ولتاژ جلوگیری کند. این مزیت محدود به تقویت‌کننده‌های ولتاژ نیست، بلکه بهبودهای مشابهی در تطبیق را می‌توان برای تقویت‌کننده‌های جریان، تقویت‌کننده‌های هدایت‌اِنتقالی و تقویت‌کننده‌های مقاومت‌اِنتقالی نیز ترتیب داد.
برای توضیح این اثرات بازخورد بر امپدانس‌ها، ابتدا گریزی به چگونگی رویکرد نظریه دوقطبی به تعیین مقاومت و سپس کاربرد آن در تقویت‌کننده مورد نظر می‌زنیم.

#### پیش‌زمینه تعیین مقاومت
شکل ۶ یک مدار معادل برای یافتن مقاومت ورودی یک تقویت‌کننده ولتاژ با بازخورد (چپ) و برای یک تقویت‌کننده جریان با بازخورد (راست) را نشان می‌دهد. این ترتیبات، کاربردهای معمول قضیه میلر هستند.
در مورد تقویت‌کننده ولتاژ، ولتاژ خروجی βVou از شبکه بازخورد به صورت سری و با قطبیت مخالف به ولتاژ ورودی Vx که در طول حلقه حرکت می‌کند، اعمال می‌شود (اما نسبت به زمین، قطبیت‌ها یکسان هستند). در نتیجه، ولتاژ مؤثر و جریان عبوری از مقاومت ورودی تقویت‌کننده Rin کاهش می‌یابد، به طوری که مقاومت ورودی مدار افزایش می‌یابد (می‌توان گفت که ظاهراً Rin افزایش می‌یابد). مقدار جدید آن را می‌توان با اعمال قضیه میلر (برای ولتاژها) یا قوانین اساسی مدار محاسبه کرد؛ بنابراین قانون ولتاژ کیرشهف بیان می‌کند:
{\displaystyle V_{x}=I_{x}R_{\mathrm {in} }+\beta v_{\mathrm {out} }\ ,}
که در آن vout = Av vin = Av Ix Rin . با جایگذاری این نتیجه در معادله بالا و حل آن برای مقاومت ورودی تقویت‌کننده با بازخورد، نتیجه به صورت زیر خواهد بود:
{\displaystyle R_{\mathrm {in} }(fb)={\frac {V_{x}}{I_{x}}}=\left(1+\beta A_{v}\right)R_{\mathrm {in} }\ .}
نتیجه کلی از این مثال و یک مثال مشابه برای حالت مقاومت خروجی این است: اتصال بازخورد سری در ورودی (خروجی) مقاومت ورودی (خروجی) را با ضریب (۱ + β AOL) افزایش می‌دهد، که در آن AOL برابر بهره حلقه باز است.
از سوی دیگر، برای تقویت‌کننده جریان، جریان خروجی βIout از شبکه بازخورد به صورت موازی و با جهت مخالف جریان ورودی Ix اعمال می‌شود. درنتیجه، کل جریان عبوری از ورودی مدار (نه تنها از طریق مقاومت ورودی Rin) افزایش می‌یابد و ولتاژ دو سر آن کاهش می‌یابد، به طوری که مقاومت ورودی مدار کاهش می‌یابد (ظاهراً Rin کاهش می‌یابد). مقدار جدید آن را می‌توان با اعمال قضیه دوگان میلر (برای جریان‌ها) یا قوانین اساسی کیرشهف محاسبه کرد:
{\displaystyle I_{x}={\frac {V_{\mathrm {in} }}{R_{\mathrm {in} }}}+\beta i_{\mathrm {out} }\ .}
که در آن iout = Ai iin = Ai Vx / Rin است. با جایگذاری این نتیجه در معادله بالا و حل آن برای مقاومت ورودی تقویت‌کننده با بازخورد، نتیجه به صورت زیر خواهد بود:
{\displaystyle R_{\mathrm {in} }(fb)={\frac {V_{x}}{I_{x}}}={\frac {R_{\mathrm {in} }}{\left(1+\beta A_{i}\right)}}\ .}
نتیجه کلی از این مثال و یک مثال مشابه برای حالت مقاومت خروجی این است: یک اتصال بازخورد موازی در ورودی (خروجی) مقاومت ورودی (خروجی) را با ضریب (۱ + β AOL) کاهش می‌دهد، که در آن A‌OL برابر بهره حلقه باز است.
این نتایج را می‌توان برای بررسی مواردی با راه‌اندازهای دلخواه نورتون یا تونن، بارهای دلخواه و شبکه‌های بازخورد دوقطبی عمومی تعمیم داد. با این حال، نتایج به تقویت‌کننده اصلی که به صورت دوقطبی نمایش داده می‌شود بستگی دارد - یعنی نتایج به جریان یکسانی که به پایانه‌های ورودی وارد و از آنها خارج می‌شود بستگی دارد، و به همین ترتیب، همان جریانی که از یک پایانه خروجی خارج می‌شود باید به پایانه خروجی دیگر وارد شود.
یک نتیجه‌گیری کلی‌تر، مستقل از جزئیات کمّی، این است که می‌توان از بازخورد برای افزایش یا کاهش امپدانس ورودی و خروجی استفاده کرد.

## فرمول‌های تقویت‌کننده بازخورد
با خلاصه کردن تحلیل دوقطبی بازخورد، می‌توان این جدول فرمول‌ها را بدست آورد. 
| تقویت‌کننده با بازخورد                   | سیگنال منبع | سیگنال خروجی | تابع انتقال                                                                      | مقاومت ورودی                                       | مقاومت خروجی                                       |
| سری-موازی (تقویت‌کننده ولتاژ)            | ولتاژ       | ولتاژ        | {\displaystyle A_{vf}={\frac {V_{o}}{V_{i}}}={\frac {A_{v}}{1+\beta _{v}A_{v}}}} | {\displaystyle R_{i}(1+\beta _{v}A_{v})}           | {\displaystyle {\frac {R_{o}}{1+\beta _{v}A_{v}}}} |
| موازی-سری (تقویت‌کننده جریان)            | جریان       | جریان        | {\displaystyle A_{if}={\frac {I_{o}}{I_{i}}}={\frac {A_{i}}{1+\beta _{i}A_{i}}}} | {\displaystyle {\frac {R_{i}}{1+\beta _{i}A_{i}}}} | {\displaystyle R_{o}(1+\beta _{i}A_{i})}           |
| سری-سری (تقویت‌کننده هدایت‌انتقالی)       | ولتاژ       | جریان        | {\displaystyle A_{gf}={\frac {I_{o}}{V_{i}}}={\frac {A_{g}}{1+\beta _{z}A_{g}}}} | {\displaystyle R_{i}(1+\beta _{z}A_{g})}           | {\displaystyle R_{o}(1+\beta _{z}A_{g})}           |
| موازی موازی (تقویت کننده مقاومت‌انتقالی) | جریان       | ولتاژ        | {\displaystyle A_{zf}={\frac {V_{o}}{I_{i}}}={\frac {A_{z}}{1+\beta _{g}A_{z}}}} | {\displaystyle {\frac {R_{i}}{1+\beta _{g}A_{z}}}} | {\displaystyle {\frac {R_{o}}{1+\beta _{g}A_{z}}}} |

متغیرها و معانی آنها
{\displaystyle A} - بهره، {\displaystyle I} - جریان، {\displaystyle V} - ولتاژ، {\displaystyle \beta } - بهره بازخورد و {\displaystyle R} - مقاومت.
زیرنویس‌ها و معانی آنها عبارتند از
{\displaystyle f} - تقویت‌کننده با بازخورد، {\displaystyle v} - ولتاژ، {\displaystyle g} - هدایت‌انتقالی، {\displaystyle Z} - مقاومت‌انتقالی، {\displaystyle o} - خروجی و {\displaystyle i} - جریان برای بهره و بازخورد و {\displaystyle i} - ورودی برای مقاومت‌ها.
برای مثال {\displaystyle A_{vf}} به معنای بهره تقویت‌کننده با بازخورد ولتاژ است. 

## اعوجاج
تقویت‌کننده‌های ساده مانند پیکربندی امیتر مشترک، عمدتاً اعوجاج مرتبه پایین دارند، مانند هارمونیک‌های دوم و سوم. در سامانه‌های صوتی، این موارد می‌توانند به‌طور حداقلی قابل شنیدن باشند زیرا سیگنال‌های موسیقی معمولاً از قبل یک سری هارمونیک هستند و آثار اعوجاج مرتبه پایین توسط اثر نقاب‌گذاری سامانه شنوایی انسان پنهان می‌شوند.
پس از اعمال مقادیر متوسط بازخورد منفی (۱۰–۱۵ دسی‌بل)، هارمونیک‌های مرتبه پایین کاهش می‌یابند، اما هارمونیک‌های مرتبه بالاتر وارد می‌شوند. از آنجایی که این موارد نیز پوشانده (masked) نمی‌شوند، اعوجاج از نظر شنیداری بدتر می‌شود، حتی اگر تی‌اچ‌دی کلی ممکن است کاهش یابد. این امر منجر به یک افسانهٔ ماندگار شده است که بازخورد منفی در تقویت‌کننده‌های صوتی مضر است، که تولیدکنندگان علاقه‌مند به صدا را به سمت عرضهٔ تقویت‌کننده‌های خود به عنوان «بازخورد صفر» سوق داده است (حتی زمانی که از بازخورد محلی برای خطی‌سازی هر طبقه استفاده می‌کنند). 
با این حال، با افزایش بیشتر مقدار بازخورد منفی، تمام هارمونیک‌ها کاهش می‌یابند و اعوجاج به حالت نارسا (inaudibility) برمی‌گردد و سپس آن را فراتر از طبقه با بازخورد-صفر اولیه بهبود می‌بخشد (مشروط بر اینکه سیستم کاملاً پایدار باشد). بنابراین مشکل بازخورد منفی نیست، بلکه کمبود آن است.